# 中丹広域農道
中丹広域農道（ちゅうたんこういきのうどう）は、京都府綾部市旭町を起点に同府福知山市荒河に至る広域農道である。

## 概要
全線が2車線であり、周辺の主要地方道や国道のバイパス的な役割を果たしている。

## 地理

### 通過する自治体
- 綾部市 - 福知山市

### 接続道路
- 福井県道・京都府道1号小浜綾部線
- 国道27号（直結はしていない）
- 京都府道74号舞鶴綾部福知山線（重複区間あり）
- 京都府道77号綾部インター線（重複区間あり）
- 京都府道9号綾部大江宮津線
- 京都府道524号石原停車場戸田線
- 京都府道74号舞鶴綾部福知山線
- 京都府道55号舞鶴福知山線
- 国道9号

### 沿線
- 綾部市工業団地
- グンゼ綾部本店
- 関西電力青野変電所
- 綾部市立病院
- JR西日本山陰本線 高津駅
- 綾部浄化センター
- JR西日本山陰本線　石原駅
- 福知山市立遷喬小学校
- 京都府立工業高等学校
- 福知山市立成仁小学校
- 長田野工業団地
- 福知山市立日新中学校
- 福知山市立雀部小学校
- 京都府立福知山高等学校・付属中学校
- 三段池公園
- 福知山終末処理場
- 京都丹後鉄道宮福線 荒河かしの木台駅
- 京都丹後鉄道宮福線　福知山市民病院口
- 福知山市民病院